# متلألئة دقيقة الأوراق
متلألئة دقيقة الأوراق (الاسم العلمي:Luzula leptophylla) هي نوع من النباتات تتبع جنس المتلألئة من الفصيلة الأسلية.